# Sarcophaga mutata
Sarcophaga mutata är en tvåvingeart som först beskrevs av Smith 1876.  Sarcophaga mutata ingår i släktet Sarcophaga och familjen köttflugor. Inga underarter finns listade i Catalogue of Life.